# 73. додела Оскара
73. додела Награда америчке Академије за филм (популарно додела Оскара) (енг. 73rd Academy Awards) је одржана у 25. марта 2001. у Шрајн Аудиторијуму. Одликовани су најбољи филмови који су изашли 2000. године. Емитер је био Еј-Би-Си. Пренос церемоније је почео у 17:30 по пацифичком стандардном времену, односно у 20:30 по источном стандардном времену. Додељене су у 23 категорије. Водитељ је био глумац Стив Мартин. 3 недеље раније, 3. марта 2001 у хотелу Беверли Вилшир, додељене су Оскари за техничка постигнућа чију је вечеру водила глумица Рене Зелвегер.
Највише награда је освојио филм Гладијатор (5), укључујући и Оскар за најбољи филм. Остали победници су били Путеви дроге и Притајени тигар, скривени змај са 4 награде; Корак до славе, Како је Гринч украо Божић, Ерин Брокович, Подморница У-571, Златни момци, Полок, Отац и ћерка, Биг Мама, У рукама странаца: приче Киндертранспорта, Quiero ser са једном наградом. Пренос је прикупио скоро 43 милиона гледалаца у Сједињеним Државама.
| Најбољи филм | Најбоља режија |
| --- | --- |
| - Пријатени тигар, скривени змај - Анг Ли, Бил Конг и Цу Ли-конг - Чоколада - Дејвид Браун, Кит Голден и Лезли Холеран - Путеви Дроге - Едвард Цвик, Маршал Херцковиц и Лаура Бикфорд - Ерин Брокович - Дени Девито, Мајкл Шамберг и Стејси Шер - Гладијатор - Бранко Лустиг, Даглас Вик и Дејвид Францони | - Ридли Скот-Гладијатор - Стивен Содерберг- Ерин Брокович - Анг Ли-Пријатени тигар, скривени змај - Стивен Долдри-Били Елиот - Стивен Содерберг-Путеви Дроге                                                                          |
| Најбољи глумац у главној улози | Најбоља глумица главној улози |
| - Расел Кроу-Гладијатор као генерал Максимус Децимус Меридијус - Том Хенкс-Изгнаник као Чак Ноланд - Ед Харис-Полок као Џексон Полок - Хавијер Бардем-Пре него што падне ноћ као Реиналдо Аренас - Џефри Раш-Пера као Маркиз де Сад                                                                        | - Џулија Робертс-Ерин Брокович као Ерин Брокович - Џоун Ален-Кандидат као Лејн Хенсон - Жулијет Бинош-Чоколада као Вијен Рошер - Елен Берстин-Реквијем за сан као Сара Голдфарб - Лора Лини-Можеш да рачунаш на мене као Семи Прискот |